# Jan VI (prawosławny patriarcha Antiochii)
Jan VI – prawosławny patriarcha Antiochii w latach 1051–1062.